# Ragueb Karchud
Ragueb Karchud –en árabe, راغب كرشود– (nacido el 14 de julio de 1988) es un deportista tunecino que compitió en judo. Ganó una medalla de bronce en los Juegos Panafricanos de 2007 y una medalla de bronce en el Campeonato Africano de Judo de 2010.

## Palmarés internacional
| Juegos Panafricanos | Juegos Panafricanos | Juegos Panafricanos | Juegos Panafricanos |
| Año                 | Lugar               | Medalla             | Categoría           |
| ------------------- | ------------------- | ------------------- | ------------------- |
| 2007                | Argel (Argelia)     | Medalla de bronce   | –66 kg              |
| Campeonato Africano |                     |                     |                     |
| Año                 | Lugar               | Medalla             | Categoría           |
| 2010                | Yaundé (Camerún)    | Medalla de bronce   | –66 kg              |